# Fagitana niveicostatus
Fagitana niveicostatus là một loài bướm đêm trong họ Noctuidae.